# Fausto Cabral
Fausto Augusto Borges Cabral, mais conhecida como Fausto Cabral (Fortaleza, 21 de outubro de 1909 — 1 de fevereiro de 1963), foi um engenheiro, comerciante e político brasileiro, que foi senador pelo Ceará.

## Biografia
Estudou na Faculdade de Direito do Ceará, mas não concluiu o curso. Foi presidente de honra do diretório municipal do PTB.
Em outubro de 1954, elegeu-se suplente de senador pelo Ceará, em chapa encabeçada por José Parsifal Barroso, que foi eleita com apoio do PTB, PR e UDN.
Ocupou a cadeira de senador de maio a agosto de 1955 e de fevereiro de 1956 a julho de 1958, quando o titular foi ministro do Trabalho, Indústria e Comércio. Em abril de 1959, voltou a ocupar a cadeira, devido à eleição do titular ao governo do estado.
Em outubro de 1962, concorreu a vice-governador do Ceará na chapa encabeçada por Adail Barreto Cavalanti, pela coligação PTB-PDC, mas não logrou êxito. Em janeiro de 1963, deixou o Senado, encerrando a carreira política.
Foi engenheiro agrimensor e comerciante em Fortaleza, tendo presidido a Associação Comercial do Ceará.